# Gura Racului
Gura Racului – wieś w Rumunii, w okręgu Dolj, w gminie Bulzești. W 2011 roku liczyła 275 mieszkańców.